# Balanzac

Balanzac este o comună în departamentul Charente-Maritime, Franța. În 1 ianuarie 2022 avea o populație de 614 de locuitori.